# Saint-Germier (Deux-Sèvres)
Saint-Germier – miejscowość i gmina we Francji, w regionie Nowa Akwitania, w departamencie Deux-Sèvres.
Według danych na rok 1990 gminę zamieszkiwało 206 osób, a gęstość zaludnienia wynosiła 17 osób/km² (wśród 1467 gmin regionu Poitou-Charentes Saint-Germier plasuje się na 792. miejscu pod względem liczby ludności, natomiast pod względem powierzchni na miejscu 720.).